# Gare de Caffiers
Gare de Caffiers vasútállomás Franciaországban, Caffiers településen.

## Vasútvonalak
Az állomást az alábbi vasútvonalak érintik:
- Boulogne–Calais-vasútvonal

## Kapcsolódó állomások
A vasútállomáshoz az alábbi állomások vannak a legközelebb:
- Gare de Pihen
- Gare du Haut-Banc